# Đông Xuyên, Côn Minh
Đông Xuyên khu (giản thể: 东川区; phồn thể: 東川區; bính âm: Dōngchuān Qū) là một quận nội thành của Côn Minh, tỉnh Vân Nam, Cộng hòa Nhân dân Trung Hoa. Đây là nơi có mỏ đồng.
Diện tích của Đông Xuyên theo một số trang web là 1858 km², nhưng một số trang web khác lại cho con số là 1674 km². Điểm cao nhất của Đông Xuyên là 4344 m, điểm thấp nhất là 695 m. Năm 2000, Đông Xuyên có dân số 275.564 người. Đông Xuyên đã được nâng cấp thành một thành phố cấp huyện năm 1958. Năm 1998, thành phố này đã được sáp nhập và Côn Minh và trở thành một quận của Côn Minh.
26°11′B 103°04′Đ / 26,183°B 103,067°Đ